# Синдром передчасного виснаження яєчників

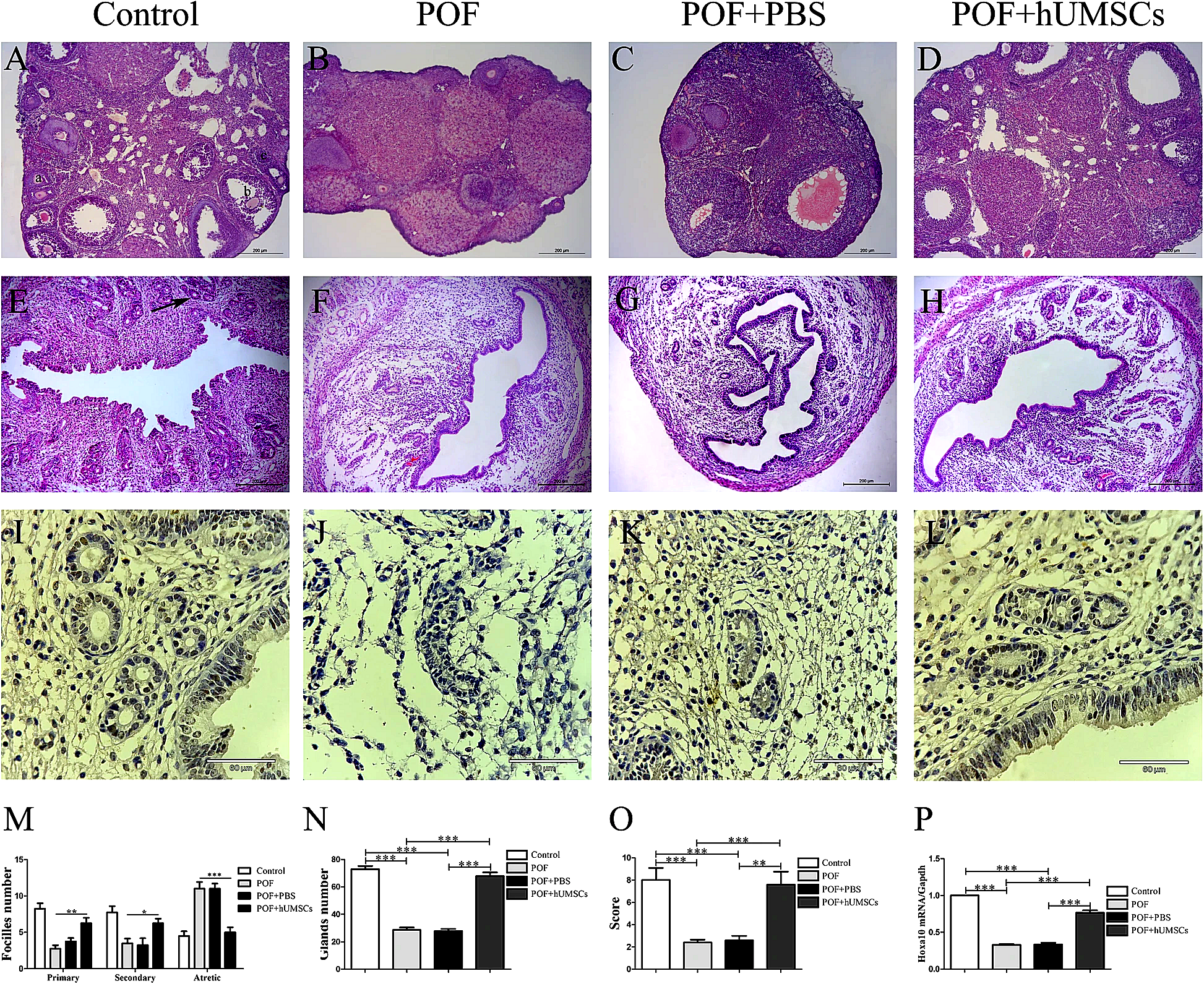
Вплив трансплантації мезенхімальних стовбурових клітин пуповини людини на морфологію тканин яєчника

Передчасне виснаження яєчників, синдром передчасного виснаження яєчників (СПВЯ) — гетерогенне, поліетіологічне порушення, яке може бути зумовлене хромосомними, генетичними, ферментативними, ятрогенними та інфекційними факторами і проявляється у призупинення функціонування яєчників у жінок у віці до 40 років.
Порушення можуть виникати на різних стадіях розвитку яєчника: у препубертантний період, у період статевого дозрівання, а також у репродуктивному віці. Яєчникова недостатність може розвиватися упродовж багатьох років з періодами тимчасового покращення.

## Загальна інформація
Основні ознаки синдрому виснаження яєчників: аменорея, гіпоестрогенізм, підвищена концентрація гонадотропних гормонів у крові, а також вегетативні симптоми, які виникають у 50 % жінок із СПВЯ. СПВЯ спостерігається в 1/100 жінок 40-річного віку та в 1/1000 жінок 30-річного віку. Дефіцит початкової кількості фолікулів (примордіальних фолікулів) спричинений порушеннями механізмів, що регулюють міграцію гамет, проліферацію оогоній та початок мейозу. Названі порушення можуть бути спричинені галактоземією, ятрогенними ушкодженнями (хіміотерапія і променева терапія), токсичним впливом забрудненого навколишнього середовища та аутоімунними захворюваннями. Необхідно підкреслити, що схожі порушення також виникають в інших органах, що продукують гормони, і в даний час вони класифікуються як деструктивні аутоімунні захворювання.

## Симптоми
Першою ознакою синдрому передчасного виснаження яєчників є нерегулярні менструації або затримка менструації.
Пізні симптоми можуть бути схожі на симптоми природної менопаузи і вони включають:[джерело?]
- Припливи;
- Нічну пітливість;
- Дратівливість;
- Погану концентрацію уваги;
- Зниження статевого потягу;
- Біль під час сексу;
- Сухість піхви.

Для багатьох жінок із СПВЯ існують проблеми із можливістю завагітніти та безпліддя є причиною звернення до лікаря.[джерело?]
Інші (супутні симптоми) можуть включати:[джерело?]
- Тривогу і депресію;

- Синдром сухого ока та захворювання поверхні ока;
- Хвороби серця;
- Безпліддя;
- Гіпотереоз;
- Остеопороз.

## Причини виникнення синдрому
Більшість випадків синдрому є ідіопатичними, і механізми, які лежать в їхній основі, значною мірою невідомі. Однак, вивчення родинних випадків СПВЯ вказує на роль генетичних аберацій у патогенезі захворювання. Хоча генетичні дефекти у більшості випадків зачіпають Х-хромосому, зростає кількість досліджень, які підтверджують наявність автосомних порушень.[джерело?]
Тому, генетичними причинами синдрому можна визначити такі:[джерело?]
- Дефекти Х-хромосоми;
- Моносомія за Х-хромосомою;
- Трисомія за Х-хромосомою;
- Делеції;
- Транслокації;
- Синдром «блефарофімоз-птоз-epicanthus inversus» (BPES);
- Еукаріотичний фактор ініціації трансляції 2В.

Також причинами можуть бути:
- Низька кількість фолікулів;
- Аутоімунні захворювання, включаючи тиреоїдит і Аддісонову хворобу;
- Хіміотерапія або променева терапія;
- Порушення обміну речовин;
- Токсини(сигаретний дим, хімічні речовини та пестициди).

## Діагностика
Для діагностування лікар може рекомендувати виконати наступні дії:
- Розглянути історію хвороби, в тому числі анамнез родичів із схожим синдромом;
- Провести тест на вагітність, щоб переконатися, що жінка не вагітна;
- Провести фізичний огляд у гінеколога, щоб виявити ознаки інших розладів, які можуть бути причиною ваших симптомів;
- Взяти аналізи крові, щоб перевірити рівень певних гормонів. Також може буде необхідно здати зробити хромосомний аналіз;
- Провести УЗД органів малого тазу, щоб побачити, розмір яєчників та перевірити кількість фолікулів.

## Лікування
При веденні хворих з СПВЯ лікар спрямовує зусилля на вирішення двох основних медичних проблем — застосування замісної гормонотерапії (ЗГТ) та лікування безпліддя. Також жінки вимагають особистої й емоційної підтримки для того, щоб змиритися із впливом поставленого діагнозу на їхнє здоров'я і стосунки. Крім того, слід оцінювати і контролювати розвиток супутніх патологій, так що для моніторингу ЗГТ і перевірки стану здоров'я необхідний тривалий період нагляду за пацієнтом.[джерело?]

### Гормонозамісна терапія
Більшість людей із синдром передчасного виснаження яєчників потребують гормонального лікування естрогеном. Це може допомогти зменшити втрату кісткової маси та інші симптоми зниження естрогену, такі як сухість піхви.[джерело?]
Прогестерон також призначають людям, які не мали операції з видалення матки (гістеректомія) і отримують естроген. Гінеколог може порадити поєднувати прийом естрогену і прогестерону, поки пацієнт не досягне природного віку для менопаузи (близько 50 років).[джерело?]

### Лікування основних хвороб
Лікування основної проблеми зі здоров'ям може допомогти в лікуванні синдрому передчасного виснаження яєчників. Наприклад, лікування захворювання щитовидної залози або розладу харчування може зменшити симптоми передчасного виснаження яєчників.

## Вплив на вагітність
Менше 10 відсотків осіб з СПВЯ здатні завагітніти та народити природним шляхом без додаткової терапії. Немає доказів того, що естроген, препарати для зачаття або інші гормони підвищують фертильність. Успішне лікування включає екстракорпоральне запліднення (ЕКЗ) з використанням донорських яйцеклітин. Перш ніж починати спроби завагітніти, жінці слід проконсультуватися зі своїм лікарем, щоб визначити причину вашої проблеми. Якщо вагітність пройшла успішно, СПВЯ може спричинити проблеми з вагітністю або плодом. За певних обставин усиновлення є єдиною альтернативою завести дитину.

## Ускладнення
Однією з ключових цілей лікування СПВЯ є відновлення естрогену, який яєчники перестали виробляти. Це важливо, оскільки естроген необхідний для деяких фізіологічних функцій, особливо в кістках. Якщо дефіцит естрогену не лікувати, ризик розвитку остеопорозу значно зростає. Крім того, є докази того, що дефіцит естрогену до 45 років може підвищити ризик серцевих захворювань.